# In den Tiefen des Meeres
In den Tiefen des Meeres ist ein Science-Fiction-Roman von Arthur C. Clarke. Die englische Originalausgabe erschien 1957 unter dem Titel The Deep Range, die deutsche Übersetzung (ISBN 3-442-23011-X) im Jahr 1962.

## Inhalt
Der Roman beschreibt einen Teil des Lebens der fiktiven Figur Walter Franklin. Sie spielt in einer Zukunft, in der die Menschen einen Weltstaat geschaffen haben und mindestens in der zweiten Generation eine feste Kolonie auf dem Mars unterhalten. Franklin ist verheiratet, hat zwei Kinder auf dem Mars und ist Chefingenieur eines Raumschiffs der Marslinie. Bei einer Linienfahrt treten am Raumschiff Schwierigkeiten auf, die Franklin mit einem Außeneinsatz zu beheben versucht. Dabei hat sein Raumanzug eine Fehlfunktion, bei der der Anzugantrieb nicht abgestellt werden kann und die Funkverbindung ausfällt. Damit entfernt sich Franklin vom Raumschiff und ist vier Stunden völlig alleine, ohne jeden Kontakt im Weltraum. Er erleidet einen Zusammenbruch, und erst nach fast einem Jahr ist er durch Psychiater auf der Erde wiederhergestellt. Er wird aber nie wieder eine Raumreise machen können. Da seine Frau und die beiden Kinder die Erde wegen der für sie zu hohen Gravitation nie betreten werden, ist seine Familie unwiderruflich zerbrochen. Es ist kein persönliches Treffen mehr möglich.
Es wird die Entscheidung getroffen, ihn als Wal-Boy auszubilden. Die Menschen haben die Weltmeere so weit für sich erschlossen, dass sie Wale als 'Haustiere' halten und Plankton im Meer züchten. Die Walherden werden durch Zäune (elektrisch und Schall) sowie durch bemannte U-Boote gehütet. Er durchläuft eine verkürzte Ausbildung und kurz vor deren Ende kommt es zu einer erneuten Krise. Franklin hat sich in Indra Langenberg, die seiner bisherigen Frau sehr ähnlich sieht, verliebt. Bei der ersten Unternehmung zu zweit erleidet er beim Anblick einer Raumstation und dem Geruch eines Brennstoffs, der ihn an den Weltraum erinnert, einen Zusammenbruch. In dieser Krise macht er einen Selbstmordversuch, wird aber gerettet.
Er beginnt die Arbeit als Walinspektor nach seiner Ausbildung, heiratet Indra und hat mit ihr ebenfalls zwei Kinder: Peter und Anne. Neben dem Routinedienst erlebt er einige besondere Ereignisse. Das erste Abenteuer ist die Entdeckung und das Einfangen eines riesigen Polypen. Das Tier tötet Wale, weshalb geplant wird, es lebend zu fangen, zu untersuchen und an die „Meeresschau“ zu verkaufen. Mit einigen Schwierigkeiten gelingt das Unternehmen. Das zweite ist die Suche nach einer Seeschlange. Bei dieser kommt sein ehemaliger Ausbilder und nun bester Freund durch ein Seebeben um, in dem sein U-Boot verschüttet wird.
Franklin wird nach 15 Jahren vom aktiven Dienst im Meer zur leitenden Tätigkeit des Direktors des Walamtes befördert. Gleichzeitig beginnt auf der Venus eine intensive Besiedlung und die Nutzung der Meere. Bei seiner ersten Inspektion der Labore des Walamtes wird ihm vorgeführt, wie eine Walkuh gemolken wird. Über seine Arbeit erscheint ein ausführlicher Bericht in einer Zeitschrift. Dies nimmt ein „Mahanayake Thero“, der buddhistische Führer zur Grundlage, um zu fordern, die Schlachtung der Wale einzustellen. Der Buddhismus ist zu der Zeit die real einzige Religion im Staat, die noch Macht hat. Dieser oberste Führer vertritt die Idee:
In einem Jahrhundert etwa werden wir buchstäblich über das Sonnensystem hinausgehen. Früher oder später werden wir auf Vertreter eines viel höher stehenden intelligenten Lebens treffen, in völlig anderer Gestalt. Und wenn diese Zeit kommt, kann die Behandlung, die dem Menschen von diesen überlegenen Geschöpfen zuteil wird, sehr wohl davon abhängen, wie er sich gegen die andern Geschöpfe seiner eigenen Welt verhalten hat.
Franklin schließt sich dieser Sicht später an. Bei einem weiteren, außergewöhnlichen Einsatz befreit er ein verschüttetes U-Boot mit mehreren Passagieren und rettet deren Leben. Damit wird er zu einer Berühmtheit und die von ihm unterstützte Idee des Thero beginnt ihren Siegeszug.
Seine Kinder Peter und Anne reisen in der letzten Szene mit einem Raumschiff zum Mars, um dort ihre Arbeit zu beginnen und die erste Familie von Franklin zu treffen.

## Umfeld
Das Buch wurde 1957 veröffentlicht. Es ist das erste Buch, in dem er sich mit den Ozeanen beschäftigt. Dies ist dem neuen Interesse Clarkes an Unterwassererkundungen, die er ab 1950 entwickelte, geschuldet. Zu dieser Zeit lernte er tauchen, besuchte Sri Lanka und schrieb Artikel über den Indischen Ozean. Mit seinem Freund Mike Wilson filmte er das Great Barrier Reef.